# Автомагістраль А88 (Франція)
Автомагістраль A88 — це платна автомагістраль у Франції, яка з’єднує Кан із трасою A28 що веде до Ле-Мана, до Центральної та Південної Франції. Його урочисте відкриття відбулося 26 серпня 2010 року Домініком Бюсеро, державним секретарем з питань транспорту. Він подвоює старий RN 158.
Інформацію про дорожній рух A88 надає Normandie Traffic Radio, яке транслюється на частоті 107,7 FM.